# 9900
9900（九千九百、きゅうせんきゅうひゃく）は自然数、また整数において、9899の次で9901の前の数である。

## 性質
- 9900は合成数であり、約数は1, 2, 3, 4, 5, 6, 9, 10, 11, 12, 15, 18, 20, 22, 25, 30, 33, 36, 44, 45, 50, 55, 60, 66, 75, 90, 99, 100, 110, 132, 150, 165, 180, 198, 220, 225, 275, 300, 330, 396, 450, 495, 550, 660, 825, 900, 990, 1100, 1650, 1980, 2475, 3300, 4950, 9900である。
  - 約数の和は33852。
- 99番目の矩形数（99 × 100）である。1つ前は9702、次は10100。
- 1527番目のハーシャッド数である。1つ前は9882、次は9909。
  - 18を基とする335番目のハーシャッド数である。1つ前は9720、次は10098。
- 9900 = 22 × 32 × 52 × 11
  - 4つの異なる素因数の積で p 2 × q 2 × r 2 × s の形で表せる3番目の数である。1つ前は8820、次は11700。
- 9900 = 104 − 102
  - n = 10 のときの n 4 − n 2 の値とみたとき1つ前は6480、次は14520。(オンライン整数列大辞典の数列 A047928)
- 約数の和が9900になる数は5個ある。(4360, 5272, 6322, 6598, 9701) 約数の和5個で表せる76番目の数である。1つ前は9768、次は9920。
- 各位の和が18になる670番目の数である。1つ前は9810、次は10089。

## その他 9900 に関連すること
- 国鉄D50形蒸気機関車の旧称（9900形）
- 国鉄タキ9900形貨車
- 韓国鉄道9900系電車
- TMS9900 - TIのマイクロプロセッサ
- ゆうちょ銀行の金融機関コード
- 99-00